# Kościół św. Piotra i Pawła w Nowej Cerekwi
Kościół Świętych Piotra i Pawła – rzymskokatolicki kościół parafialny należący do dekanatu Kietrz diecezji opolskiej.

## Historia i wnętrze
Jest to świątynia wybudowana w latach 1783–1787 w stylu barokowo-klasycystycznym. W 1825 roku budowla została uszkodzona przez pożar. W 1856 roku na wieży kościelnej został umieszczony zegar pochodzący z wieży zamku.
W ołtarzu głównym znajduje się obraz przedstawiający sobór jerozolimski.

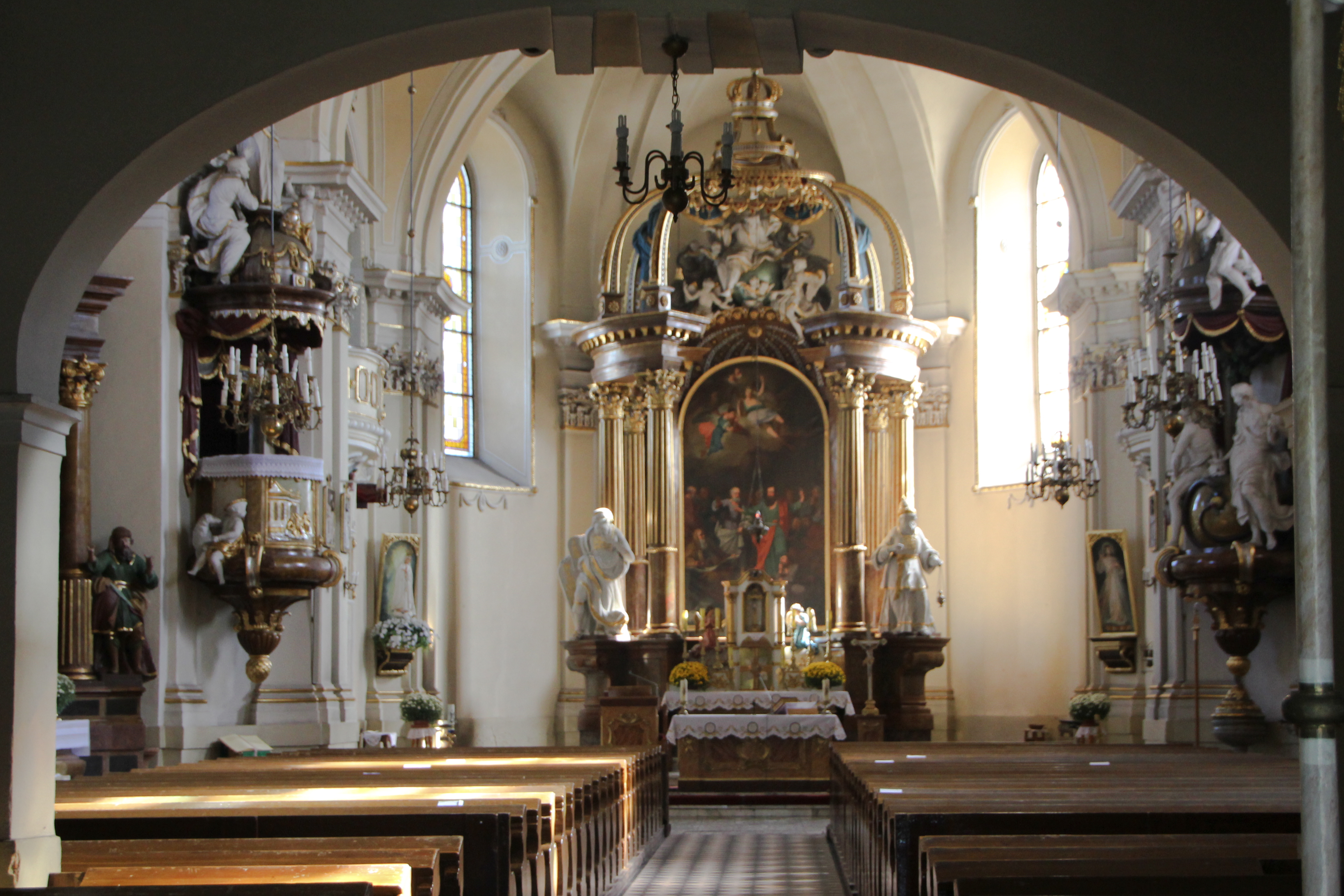
Wnętrze świątyni

Organy 30-głosowe znajdujące się w kościele zostały wykonane w firmie Riegier z Karniowa i zamontowano je w 1887 roku z okazji stulecia wzniesienia świątyni.
W 1945 roku  budowla została częściowo zniszczona, wieża i dach ucierpiały wskutek pożaru